# Will You Visit Me on Sunday?
Albums de George Jones
Where Grass Won't Grow
(1969) George Jones with Love
(1971)
Will You Visit Me on Sunday? est un album de l'artiste américain de musique country George Jones. Cet album est sorti en 1970 sur le label Musicor Records.

## Liste des pistes
| No  | Titre                                     | Durée |
| --- | ----------------------------------------- | ----- |
| 1.  | Rosie Bokay                               |       |
| 2.  | All I Have to Offer You Is Me             |       |
| 3.  | Image of Me                               |       |
| 4.  | I Stayed Long Enough                      |       |
| 5.  | These Hands                               |       |
| 6.  | How Much Rain Can One Man Stand           |       |
| 7.  | Will You Visit Me on Sundays              |       |
| 8.  | I'm Finally Over You                      |       |
| 9.  | Fortune I've Gone Through                 |       |
| 10. | She's as Close as I Can Get to Loving You |       |

## Positions dans les charts
Album – Billboard (Amérique du nord)
| Année | Chart          | Position |
| ----- | -------------- | -------- |
| 1970  | Albums country | 44       |